# Came (mecânica)

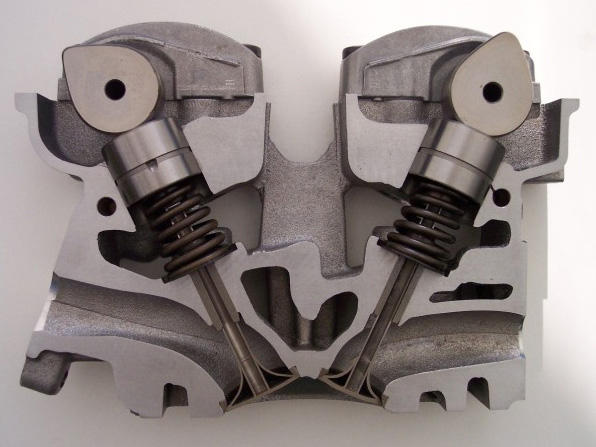
O esquema de cames em um sistema DOHC.

Animação do propósito.

Em engenharia mecânica, a came (ou o camo) é uma peça de forma excêntrica e movimento circular (giratório) que compõe um conjunto mecânico com outra peça chamada de seguidor, cujo movimento é linear (retilíneo) alternado. A função principal deste conjunto mecânico é transformar o movimento circular da came em movimento não circular no seguidor, visto que o seguidor na maioria dos projetos apresenta movimento reto, oscilante (do tipo vai e vêm), mas pode também apresentar movimento angular: abrindo e fechando uma tampa fixada por um de seus lados.
Existem diversos tipos de cames, aplicados em diversas máquinas existentes nas indústrias e estudadas na área da mecânica clássica. Na maioria dos casos, as cames são usadas como geradoras de função para controlar diferentes movimentos em uma determinada máquina que realiza operações diferentes. Há diversas aplicações e tipos de cames. São exemplos de aplicações comerciais de cames as chaves de cames, as cames de mesas giratórias, as cames de volante etc.
Uma das aplicações mais comum do sistema came e seguidor é o sistema para abertura e fechamento das válvulas de admissão e exaustão de gases para os cilindros no motor de combustão interna. As cames se encontram no eixo de comando de válvulas e as válvulas fazem a função do seguidor.

## Diagramas SVAJ
São gráficos que demonstram a posição S, a velocidade V, a aceleração A e o pulso J (Jerk) do seguidor, ao seguir determinado perfil da came. O diagrama SVAJ se caracteriza por apresentar as curvas SVAJ em um mesmo eixo cartesiano, com as respectivas amplitudes no eixo Y e a rotação ou o tempo no eixo X. São utilizados para comprovar e testar se as condições do movimento do seguidor no projeto se encaixam aos objetivos.
Em geral, os diagramas SVAJ são utilizados para estudo do movimento de subida e descida do seguidor, onde as condições de contorno para o início e final da trajetória de subida são especificadas. Tais condições de contorno são utilizadas para a determinação da função que especificará o contorno da came.